# Wladimir Guglinski
Wladimir Guglinski ( 04 de Agosto de 1950 - Goiânia) Formou-se em Engenharia Mecânica em 1973 pela Escola de Engenharia da Universidade Federal de Minas Gerais. Em 2006, Guglinski publicou sua Teoria Quântica dos Anéis.